# Burg (Hautes-Pyrénées)
Burg is een gemeente in het Franse departement Hautes-Pyrénées (regio Occitanie) en telt 267 inwoners (1999). 

## Geografie
De oppervlakte van Burg bedraagt 12,56 km², de bevolkingsdichtheid is 21 inwoners per km².

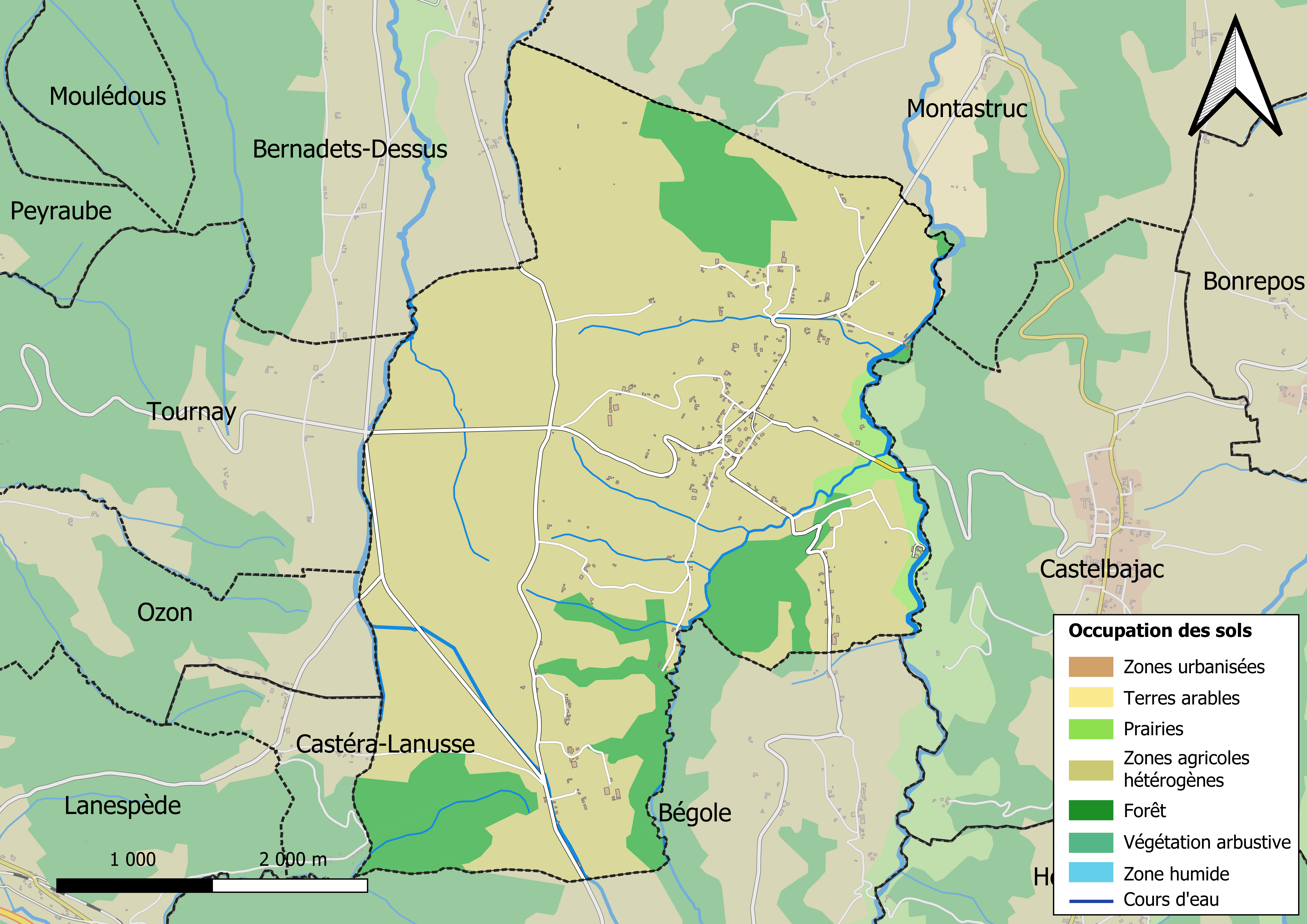
Kaart van de gemeente met belangrijkste infrastructuur, bodemgebruik en omliggende gemeenten

## Demografie
Onderstaande figuur toont het verloop van het inwonertal (bron: INSEE-tellingen).

1. ↑  Populations de référence 2022.